# Botorejo (Wonosalam)
Botorejo is een bestuurslaag in het regentschap Demak van de provincie Midden-Java, Indonesië. Botorejo telt 4263 inwoners (volkstelling 2010).